# بوب نيولاند
بوب نيولاند (بالإنجليزية: Bob Newland)‏ هو لاعب كرة قدم أمريكية أمريكي، ولد في 27 أكتوبر 1948.

## وصلات خارجية
- بوب نيولاند على موقع مرجع كرة القدم المحترفة.كوم (الإنجليزية)